# Canton de Trappes
Le canton de Trappes est une circonscription électorale française située dans le département des Yvelines et la région Île-de-France.
À la suite du redécoupage cantonal de 2014, les limites territoriales du canton sont remaniées. Le nombre de communes du canton passe de 1 à 3.

## Représentation

### Représentation avant 2015
| Période | Période | Identité                | Étiquette | Qualité                                                                                |
| ------- | ------- | ----------------------- | --------- | -------------------------------------------------------------------------------------- |
| 1961    | 1973    | Jean Cuguen (1922-2010) | PCF       | Cheminot Maire de Saint-Cyr-l'École (1953-1983)                                        |
| 1973    | 1979    | Bernard Hugo            | PCF       | Professeur Maire de Trappes (1966-1996) Sénateur (1977-1986)                           |
| 1979    | 1982    | Janine Thomas-Flores    | PCF       | Employée Maire des Clayes-sous-Bois (1977-2001) Elue en 1982 dans le Canton de Plaisir |
| 1982    | 2008    | Michel Espinat          | PCF       | Enseignant, Trappes                                                                    |
| 2008    | 2015    | Jeanine Mary            | PS        | Cadre Première adjointe au maire de Trappes                                            |

#### Élection de mars 2008
Mme Jeanine Mary (PS) a été élue dans ce canton le 16 mars 2008 avec 68,89 % des voix.
Pierre Bédier (UMP) a été réélu président du conseil général le 20 mars 2008 par 29 voix sur les 39 conseillers généraux du département.

### Représentation à partir de 2015
| Période élective | Période élective | Mandat        | Mandat                    | Identité             | Nuance | Nuance | Qualité |
| ---------------- | ---------------- | ------------- | ------------------------- | -------------------- | ------ | ------ | --- |
| 2015             | 2021             | 2015          | 2021                      | Anne Capiaux         |        | LR     | Maire-adjointe d'Élancourt |
| 2015             | 2021             | 2015          | novembre 2017 (démission) | Jean-Michel Fourgous |        | LR     | Chef d'entreprise Maire d'Élancourt (1996 → ) Président de la CA Saint-Quentin-en-Yvelines (2017→ )                                                       |
| 2015             | 2021             | décembre 2017 | 2021                      | Nicolas Dainville    |        | LR     | Diplômé d’HEC et de Sciences-po Conseiller municipal d'opposition de La Verrière                                                                          |
| 2021             | 2028             | 2021          | 2024                      | Anne Capiaux         |        | LR     | Conseillère sortante Décédée en fonction |
| 2021             | 2028             | 2021          | en cours                  | Nicolas Dainville    |        | LR     | Conseiller sortant, maire de La Verrière depuis 2020, 7e Vice-président délégué à l’Enseignement supérieur, la Recherche, l’Industrie et les Technologies |
| 2021             | 2028             | 2024          | en cours                  | Myriame Aourir       |        | DVD    | Chargée de conseil et de développement, Trappes |

### Résultats détaillés

#### Élections de mars 2015
À l'issue du 1er tour des élections départementales de 2015, deux binômes sont en ballottage : Anne Capiaux et Jean-Michel Fourgous (UMP, 38,33 %) et Alain Hajjaj et Jeanine Mary (Union de la Gauche, 29,88 %). Le taux de participation est de 36,84 % (12 517 votants sur 33 973 inscrits) contre 45,34 % au niveau départemental et 50,17 % au niveau national.
Au second tour, Anne Capiaux et Jean-Michel Fourgous (UMP) sont élus avec 53,13 % des suffrages exprimés et un taux de participation de 36,55 % (6 153 voix pour 12 417 votants et 33 972 inscrits).

#### Élections de juin 2021
Le premier tour des élections départementales de 2021 est marqué par un très faible taux de participation (33,26 % au niveau national). Dans le canton de Trappes, ce taux de participation est de 25,86 % (8 663 votants sur 33 500 inscrits) contre 33,61 % au niveau départemental. À l'issue de ce premier tour, deux binômes sont en ballottage : Anne-Marie Bouquet (PCF) et Ali Rabeh (G·s) avec 39,28 % des voix et Anne Capiaux et Nicolas Dainville (LR avec 36,97 %.
Le second tour des élections est marqué une nouvelle fois par une abstention massive équivalente au premier tour. Les taux de participation sont de 34,36 % au niveau national, 35,23 % dans le département et 30,64 % dans le canton de Trappes. Anne Capiaux et Nicolas Dainville (LR) sont élus avec 52,17 % des suffrages exprimés (5 122 voix pour 10 268 votants et 33 508 inscrits),,.

## Composition

### Composition avant 2015
Le canton de Trappes était composé de la seule commune de Trappes.

### Composition à partir de 2015
Le canton comprend désormais trois communes entières.
| Nom                             | Code Insee | Intercommunalité             | Superficie (km2) | Population (dernière pop. légale) | Densité (hab./km2) | Modifier                                    |
| ------------------------------- | ---------- | ---------------------------- | ---------------- | --------------------------------- | ------------------ | ------------------------------------------- |
| Trappes (bureau centralisateur) | 78621      | CA Saint-Quentin-en-Yvelines | 13,47            | 34 276 (2022)                     | 2 545              | modifier les données · modifier les données |
| Élancourt                       | 78208      | CA Saint-Quentin-en-Yvelines | 8,51             | 26 348 (2022)                     | 3 096              | modifier les données · modifier les données |
| La Verrière                     | 78644      | CA Saint-Quentin-en-Yvelines | 1,77             | 6 142 (2022)                      | 3 470              | modifier les données · modifier les données |
| Canton de Trappes               | 7818       |                              | 23,75            | 66 766 (2022)                     | 2 811              | modifier les données                        |

## Démographie

### Démographie avant 2015
| 1968   | 1975   | 1982   | 1990   | 1999   | 2006   | 2011   | 2012   |
| ------ | ------ | ------ | ------ | ------ | ------ | ------ | ------ |
| 16 799 | 22 895 | 29 763 | 30 878 | 28 812 | 29 529 | 29 563 | 29 774 |

### Démographie depuis 2015
En 2022, le canton comptait 66 766 habitants, en évolution de +3,62 % par rapport à 2016 (Yvelines : +2,72 %, France hors Mayotte : +2,11 %).
| 2013   | 2018   | 2022   |
| ------ | ------ | ------ |
| 63 247 | 64 246 | 66 766 |